# Vigo-Peinador Airport
Vigo-Peinador Airport är en flygplats i Spanien.   Den ligger i provinsen Provincia de Pontevedra och regionen Galicien, i den nordvästra delen av landet, 500 km väster om huvudstaden Madrid. Vigo-Peinador Airport ligger 260 meter över havet.
Terrängen runt Vigo-Peinador Airport är lite kuperad.Runt Vigo-Peinador Airport är det ganska tätbefolkat, med 160 invånare per kvadratkilometer. Närmaste större samhälle är Vigo, 7,9 km väster om Vigo-Peinador Airport. I omgivningarna runt Vigo-Peinador Airport växer i huvudsak blandskog.